# Rudi Šeligo

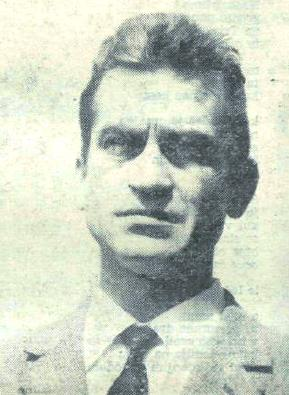
Rudi Šeligo (1968)

Rudi Šeligo (* 14. Mai 1935 in Sušak, Königreich Jugoslawien; † 22. Januar 2004 in Ljubljana, Slowenien) war ein slowenischer Schriftsteller, Dramatiker, Essayist und Politiker.

## Leben und Werk
Šeligos Vater kam aus der Steiermark und war zu Geburt seines Sohnes in Sušak bei Rijeka als Beamter angestellt, seine Mutter stammte aus Zagorje in Kroatien. Die Familie zog 1939 aufgrund einer neuen Anstellung des Vaters nach Jesenice, wo Šeligo zwischen 1945 und 1951 die Grundschule und das Gymnasium absolvierte. Er maturierte in Tolmin, wo er ab 1954 die Lehrerbildungsanstalt besuchte. Anschließend studierte er an der Philosophischen Fakultät der Universität Ljubljana Philosophie und Psychologie. Šeligo absolvierte 1961 seinen Wehrdienst in der JLA in Serbien, im darauffolgenden Jahr wurde er am Zavod za preučevanje organizacije dela in izobraževanje kadrov (Institut für Forschung und Organisation von Arbeit und Ausbildung von Lehrkräften) angestellt und unterrichtete dort bis 1993 Statistik.
In Studienzeiten verkehrte er mit Literaten wie Peter Božič, Dane Zajc und Taras Kermauner. Zu seinen Bekannten zählte auch Jože Pučnik, bei dessen Verhaftung er 1958 in der National- und Universitätsbibliothek in Ljubljana Zeuge war. Von 1957 bis 1958 war er Autor und Mitherausgeber der Zeitschrift Revija 57, von 1962 bis 1964 Mitherausgeber der Zeitschrift Perspektive, von 1970 bis 1971 Chefredakteur der Zeitschrift Problemi (Probleme) und von 1975 bis 1978 der Buchreihe Znamenja (Erscheinungen) des Verlags Obzorja in Maribor. Šeligo wirkte bei der Zeitschrift Nova revija (Neue Revue) seit ihrer Gründung mit. Von 1987 bis 1991 war er Vorsitzender des Verbands slowenischer Schriftsteller, der eine wesentliche Rolle bei Sloweniens Weg zur Unabhängigkeit und Demokratisierung spielte, was er in seinem Werk Prehajanja (1991, Übergänge) beschreibt. Er war Mitbegründer der Slovenska demokratična zveza (Slowenische demokratische Union) und einer ihrer Abgeordneten. Von 1990 bis 1992 leitete er den Kulturausschuss von RTV Slovenija und war von 1990 bis 1994 Ratsvorsitzender. Von Juni bis November 2000 war er slowenischer Kulturminister.  
Šeligo zählt zu den wichtigsten Vertretern des slowenischen modernen-reistischen Romans. Seine Werke tragen Züge des Nouveau roman und setzen sich mit der Entfremdung und Desillusionierung des Subjekts in der Gesellschaft auseinander. Šeligos Dramen sind dem Ludismus sowie dem magischen Theater zuzuordnen. Für sein künstlerisches Schaffen wurde er mehrfach ausgezeichnet, darunter mit dem Preis der Prešeren-Stiftung für den Roman Triptih Agate Schwarzkobler (1968, Das Agate-Schwarzkobler-Triptychon), 1981 und 1984 mit dem Grum-Preis für Svatba (Die Hochzeit) und Ana (Anna), 2003 mit dem Kresnik-Preis für Izgubljeni sveženj (Das verlorene Bündel) und 1989 mit dem Prešeren-Preis für sein schriftstellerisches Werk. Seit 2004 wird jährlich der nach ihm benannte Preis Šeligova nagrada für die beste Bühneninszenierung verliehen.
Šeligo war verheiratet und hatte zwei Söhne, Primož und Aleš. Letzterer gründete 2016 gründete die Rudi Šeligo-Stiftung.

## Werke (Auswahl)
- Stolp. Ljubljana, 1966.
- Kamen Maribor, 1968.
- Triptih Agate Schwarzkobler. Maribor, 1968.
- Ali naj te z listjem posujem. Maribor, 1971.
- Poganstvo. Ljubljana, 1973.
- Rahel stik. Ljubljana, 1975.
- Molčanja. Ljubljana, 1986.
- Zunaj sije februar. Ljubljana, 1995.
- Demoni slavja. Ljubljana, 1997, Dämonenfeste.
- Uslišani spomin. Ljubljana, 1997, Erhörte Erinnerung.
- Izgubljeni sveženj. Ljubljana, 2002, Der verlorene Bund.

### Dramen (Auswahl)
- Kdor skak, tisti hlap. Maribor, 1973.
- Lepa Vida. Čarovnica iz Zgornje Davče. Ljubljana, 1978.
- Svatba. Maribor, 1981.
- Ana. Svetloba in seme. Ljubljana, 1984.
- Slovenska savna. Ljubljana, 1987.
- Volčji čas ljubezni. Zusammen mit Dušan Jovanović. Celovec/Klagenfurt, 1988.
- Razveza ali Sveta sarmatska kri. Ljubljana, 1995.
- Kamenje bi zagorelo. Ljubljana, 2000.
- Dve drami. Maribor, 2001.

### Übersetzungen ins Deutsche
- Die Fremden. Hörspiel. Ljubljana, 1975, übersetzt von Gerda Fras.
- Lenkas Hochzeit. Drama in vier Akten. Graz, 1987, übersetzt von Klaus Detlef Olof.
- Abba u. a. Erzählungen. Ljubljana, 1996, übersetzt von Peter Scherber.
- Anna. Klagenfurt/Celovec, 1990, übersetzt von Erich Prunč. In: Jovanović, Dušan; Strniša, Gregor, Šeligo Rudi: Drei Dramen.